# کهنوج (حتکن)
کهنوج یک روستا در ایران است که در بخش مرکزی شهرستان زرند واقع شده‌است. کهنوج ۱۶ نفر جمعیت دارد.